# Begovići
Begovići su mjesto u Sisačko-moslavačkoj županiji, administrativno u sastavu grada Petrinje, smješteno južno od grada.

## Stanovništvo
Prema popisu iz 1991. godine Begovići su imali 177 stanovnika.
- Hrvati - 1 (0,6%)
- Srbi - 176 (99,4%)

Prema popisu iz 2001. godine ovo naselje je imalo ukupno 52 stanovnika.

| broj stanovnika | 139   | 176   | 199   | 225   | 288   | 373   | 297   | 360   | 267   | 274   | 282   | 254   | 239   | 177   | 52    | 58    | 53    |
|                 | 1857. | 1869. | 1880. | 1890. | 1900. | 1910. | 1921. | 1931. | 1948. | 1953. | 1961. | 1971. | 1981. | 1991. | 2001. | 2011. | 2021. |

Predsjednik mjesnog odbora Jabukovac, kojem pripada i mjesto Begovići, od 2007. godine je Dušan Lukač.